# Štefanov

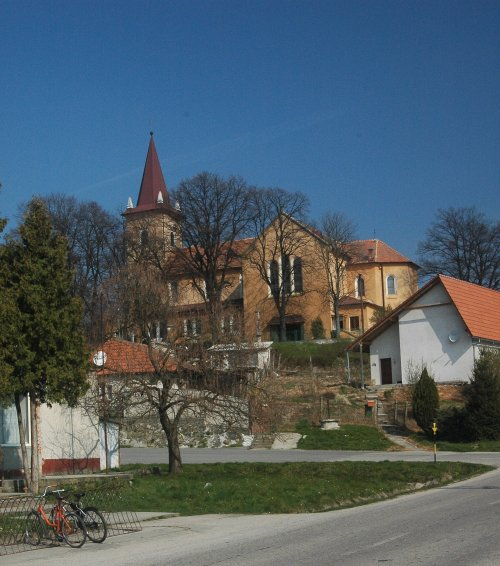
Štefanov

Štefanov (Hongaars: Csépányfalva) is een Slowaakse gemeente in de regio Trnava, en maakt deel uit van het district Senica.
Štefanov telt 1.654 inwoners.